# Bassaniodes dolpoensis
Bassaniodes dolpoensis is een spinnensoort uit de familie van de krabspinnen (Thomisidae).
De wetenschappelijke naam van de soort werd in 1978 als Xysticus dolpoensis gepubliceerd door Hirotsugu Ono.